# Vosch van Avesaet

Wapen (1825)

Vosch van Avesaet is een geslacht dat oorspronkelijk uit Wijk bij Duurstede komt, waarvan een lid in 1825 werd verheven in de Nederlandse adel en dat met hem in 1826 uitstierf.

## Geschiedenis
De stamreeks begint met Peter Jansz Vosch, burger van Wijk bij Duurstede, die tussen 1576 en 1578 overleed. Zijn achterkleinzoon Jan Andriesz voerde als eerste de naam Vosch van Avesaet. Een andere achterkleinzoon was Cornelis Andriesz Vosch ook wel Vosch van Avesaet. Diens achterkleinzoon, Willem Vosch van Avesaet (1734-1812), trad in dienst van de VOC, werd eigenaar van een glasblazerij en eindigde zijn loopbaan als schout-bij-nacht.
Bij Koninklijk Besluit van 15 december 1825 werd een zoon van laatstgenoemde, Cornelis Johannes Vosch van Avesaet (1775-1826), verheven in de Nederlandse adel, met de clausule van erkenning. Bij KB van 6 april 1826 werd aan jhr. C.J. Vosch van Avesaet de titel van baron verleend. Hij was in 1798 te Gouda getrouwd met Catharina Jacoba Bisdom (1778-1852), dochter van de Goudse burgemeester Marcellus Bisdom van Vliet (1729-1806), maar dit huwelijk bleef kinderoos. Hij overleed nog in hetzelfde jaar zonder nakomelingen waardoor met hem het 'adellijke geslacht' uitstierf.